# Махакаал (фильм, 1994)
Махакаал (хинди महाकाल) — индийский фильм ужасов 1994 года, снятый братьями Рамсей. Фильм заимствует множество множество элементов из американского фильма ужасов 1984 года выпуска «Кошмар на улице Вязов», а также его более поздних продолжений.
Махакаал был вторым боливудским фильмом ужасов, после «Хуни Мурда» который также является копиркой фильма «Кошмар на улице Вязов».

## Сюжет
Студентка колледжа Сима во время сна видит как на неё нападает обезображенный мужчина с перчаткой в виде когтей и ранит её, от чего она просыпается и обнаруживает рану на руке. С её подругой по колледжу Анитой происходит тоже самое. Анита решает рассказать об этом своему отцу, но он не верит ей и уезжает на работу. Чуть позже, во сне Симу повторно ранят и она умирает. Под подозрение попадает её парень и его помещают в полицейский изолятор, во время сна он видит того же мужчину что и Сима с Анитой, он призывает змей, которые начинают его терзать, после чего он тоже погибает. Анита вместе с матерью обнаруживают отца, который достаёт из коробки перчатку в виде когтей, Анита вместе с матерью ловят его с поличным и заставляют рассказать что происходит на самом деле. Отец говорит что ранее существовал некий волшебник Махакаал, который похищал и приносил в жертву детей, чтобы увеличить свои силы зла. Во время сна, Аниту похищают, её отец и её парень отправляются в место где находится Махакаал. Отец и парень Аниты убивают Махакаала и спасают Аниту.

## В ролях
- Каран Шах в роли Пракаша
- Арчана Пуран Сингх[англ.] в роли Аниты
- Рима Лагу в роли матери Аниты
- Джонни Левер в роли менеджера отеля
- Кулбхушан Харбанда[англ.] в роли отца Аниты
- Махавир Бхуллар в роли Махакаала
- Куникаа Садананд в роли Симы
- Маюр Верма в роли Парама

## Критика
Фильм не был коммерчески успешен, его низкие кассовые сборы объяснялись перенасыщением индийского рынка фильмами ужасов, а также доступом людей к американским фильмам.

### Рецензии
Британский писатель Пит Томбс в своей рецензии отмечал, что фильм был сделан хорошо, и не допускал вольностей в оригинальной истории. Российский кинокритик Евгений Баженов (Badcomedian) обозревая фильм отметил что он был сделан плохо, отмечая визуальные эффекты и монтаж как самую слабую часть фильма. В конце рецензии он обозначил фильм как «калька на индийский манер». Сергей Меренков дал фильму оценку 2,5 балла из 5.